# 師覺授
师觉授，字觉授，南阳郡涅阳县（今河南省镇平县南）人，南北朝时刘宋政治人物。
他和与表兄宗少文都有学问术业，以弹琴读书自娱。在路上忽见一人拿着一封信给他，上写“至孝师君苫前”。马上就不见了。师觉授舍车奔回，听到家里的哭声，一叫就要晕倒了，很久后才苏醒。后撰写《孝子传》八卷，临川王刘义庆征召为州祭酒、主簿，都没有就任。又上表向朝廷推荐，这时候他就病故了。